# Geoffrey Carr
Geoffrey Carr (Battersea, Londres, 22 de gener de 1886 – Ealing, Londres, 13 de juliol de 1969) va ser un remer anglès que va competir a començaments del segle xx.
El 1912 va prendre part en els Jocs Olímpics d'Estocolm, on guanyà la medalla de plata en la competició del quatre amb timoner del programa de rem, formant equip amb Julius Beresford, Karl Vernon, Charles Rought i Bruce Logan, i del qual n'era el timoner.